# Lady Samantha/All Across the Havens
Lady Samantha/All Across the Havens è il secondo 45 giri di Elton John, pubblicato nel 1969.

## Il disco
Entrambe le canzoni sono scritte da Bernie Taupin per il testo e da Elton John per la musica.
Il disco venne distribuito inizialmente in Gran Bretagna, il 17 gennaio 1969, sei mesi prima dell'LP Empty Sky; entrambi i brani vennero inseriti nel 1995 nella versione rimasterizzata dell'album.
Fu l'ultimo singolo di Elton John ad avere come etichetta la Philips Records); nello stesso anno venne comunque pubblicato anche negli Stati Uniti (dalla Dick James Music).

## Lady Samantha

### Struttura del brano
Nonostante il pianoforte elettrico di Elton sia molto messo in evidenza, è la chitarra di Caleb Quaye a dominare la scena, dai toni blues e psichedelici. Il brano rientra anche nel pop. Alla batteria è presente Roger Pope, mentre al basso è ancora Tony Murray ad accompagnare la melodia.

### Significato del testo
Il testo di Taupin, molto apprezzato dai critici (all'epoca Bernie aveva solo 18 anni) parla della solitudine di una misteriosa donna e della drammaticità della sua condizione. Non è escluso che la protagonista sia caduta in uno stato di profonda depressione dopo una storia d'amore finita tragicamente; potrebbe anche essere una vedova, indossante un vestito che mostri la sua condizione:

## All Across the Havens

### Struttura del brano
Originariamente distribuito sulla facciata B del singolo Lady Samantha, sarà pubblicato nel 1995 sulla versione rimasterizzata dell'album Empty Sky. Caleb Quaye appare, oltre che alla chitarra, anche al banjo; è possibile che appaiano anche Tony Murray al basso e Roger Pope alla batteria. Elton suona l'organo Hammond, conferendo imponenza e solennità alla melodia (relativamente breve, della durata di quasi tre minuti). All Across The Havens è stata eseguita solo in radio, nel 1968; da allora non è più stata riproposta in alcun luogo.

### Significato del testo
Il testo di Taupin (letteralmente Attraverso tutti i porti) è un rimando alla sua giovinezza e alla sua educazione religiosa. Ci sono numerosi elementi evocanti la spiritualità, la morale e la religione. Comunque, anche questo testo presenta espressioni davvero enigmatiche e misteriose, tipiche dello stile ermetico di Bernie.

## Tracce
1. Lady Samantha
2. All Across the Havens

## Formazione
- Elton John - pianoforte elettrico, organo, voce
- Caleb Quaye - chitarra
- Tony Murray - basso
- Roger Pope - batteria